# Delias hallstromi
Delias hallstromi is een vlindersoort uit de familie van de Pieridae (witjes), onderfamilie Pierinae.
Delias hallstromi werd in 1955 beschreven door Sanford & Bennett.